# 杰拉德·特·胡夫特
赫拉尔杜斯·“杰拉德”·特·胡夫特（荷蘭語：Gerardus "Gerard" 't Hooft，發音：[ˈɣeːrɑrt ət ˈɦoːft]；1946年7月5日—），荷兰理论物理學家，乌得勒支大学教授，於1999年因為「闡明物理学中電弱相互作用的量子結構」與其指導教授馬丁紐斯·韋爾特曼一同獲得诺贝尔物理学奖。二十世纪中后期最重要的理论家之一。

## 生平

### 早年
1946年7月5日，杰拉德·特·胡夫特出生在荷蘭登海爾德，但主要在海牙長大。在家中三個孩子裡排行第二。特·胡夫特生長在一個充滿學者的家庭，他的外祖母是諾貝爾獎得主弗里茨·澤爾尼克的姊妹，外祖父是萊登大學知名的動物學教授。舅舅尼可·范坎彭在烏特勒支大學擔任物理學教授。雖然他的母親作為一名女性，並未從事科學事業，但她嫁給了一位海洋工程師。在父親的影響下，特·胡夫特很早就展現對科學的興趣。念小學時當學校老師問起未來志向時，他表示要成為一位「知曉一切事物的人」。
小學畢業之後，特·胡夫特進入道爾頓學園（Dalton Lyceum）就讀。這是一間實行道爾頓計劃的教育機構，這套教學方法相當適合特·胡夫特。他輕鬆通過了科學、數學等科目，但對於語言課程不是很擅長。儘管如此，他還是完成了英語、法語、德語、古希臘語、和拉丁語的課程。十六歲那年，他參加了奧林匹克數學競賽並獲得了銀牌。

### 求學
1964年，特·胡夫特通過了中學測驗，進入烏特勒支大學學習物理。因為希望就讀他舅舅所在的物理系，他選擇了烏特勒支大學而非距離更近的萊登大學。由於特·胡夫特太過專注在科學，他的父親堅持他參加學校裡的一個精英社團「烏得勒支學生隊」（Utrechtsch Studenten Corps），以期望他能從事一些課外活動。這某些程度上確實展現了一些效果，他曾在賽艇俱樂部「特里同」（Triton）擔任指揮，與科學討論社團「克里斯蒂安·惠更斯」（Christiaan Huygens）一起規劃了一次科學類的全國學生代表大會。
在物理的學習上，特·胡夫特決定追求他所認為理論物理中的核心—基本粒子物理。他的舅舅並不喜歡這個領域，所以當特·胡夫特要寫「doctoraalscriptie」（在荷蘭相當於碩士論文）時，他找上了新進的教授馬丁紐斯·韋爾特曼。韋爾特曼當時在研究楊-米爾斯理論，由於這個理論在物理計算上無法被重整化，以當時而言並不算是主流的研究課題。特·胡夫特被交付的題目是阿德勒-貝爾-賈基夫反常，一個理論無法解釋的電中性π介子衰變現象。當時的理論不允許π介子衰變產生光子，然而實際的實驗卻觀測到這類的衰變。特·胡夫特當時也無法給出合理的解釋。
1969年，特·胡夫特選擇韋爾特曼作為他博士學位的指導教授。他開始研究韋爾特曼正在研究的課題，楊-米爾斯理論的重整化。1971年他發表了第一篇論文，裡頭說明如何重整化楊-米爾斯場中質量為零的場。這項工作並未引起太多的注意，但韋爾特曼對於長久以來的問題被解決感到相當興奮。在這之後他們發展了一套稱為因次正規化的方法。隨後特·胡夫特的第二篇論文也發表，探討了楊-米爾斯理論在自發對稱破缺之後帶質量場的重整化。這篇文章漸漸受到廣泛注意，在1999年為兩人贏得諾貝爾物理學獎。
以這兩篇文章為基礎，1972年特·胡夫特完成了他的學位論文《楊-米爾斯場的重整化方法》。同一年，他與烏特勒支大學醫學院的學生Albertha A. Schik結為夫妻。

### 學術生涯

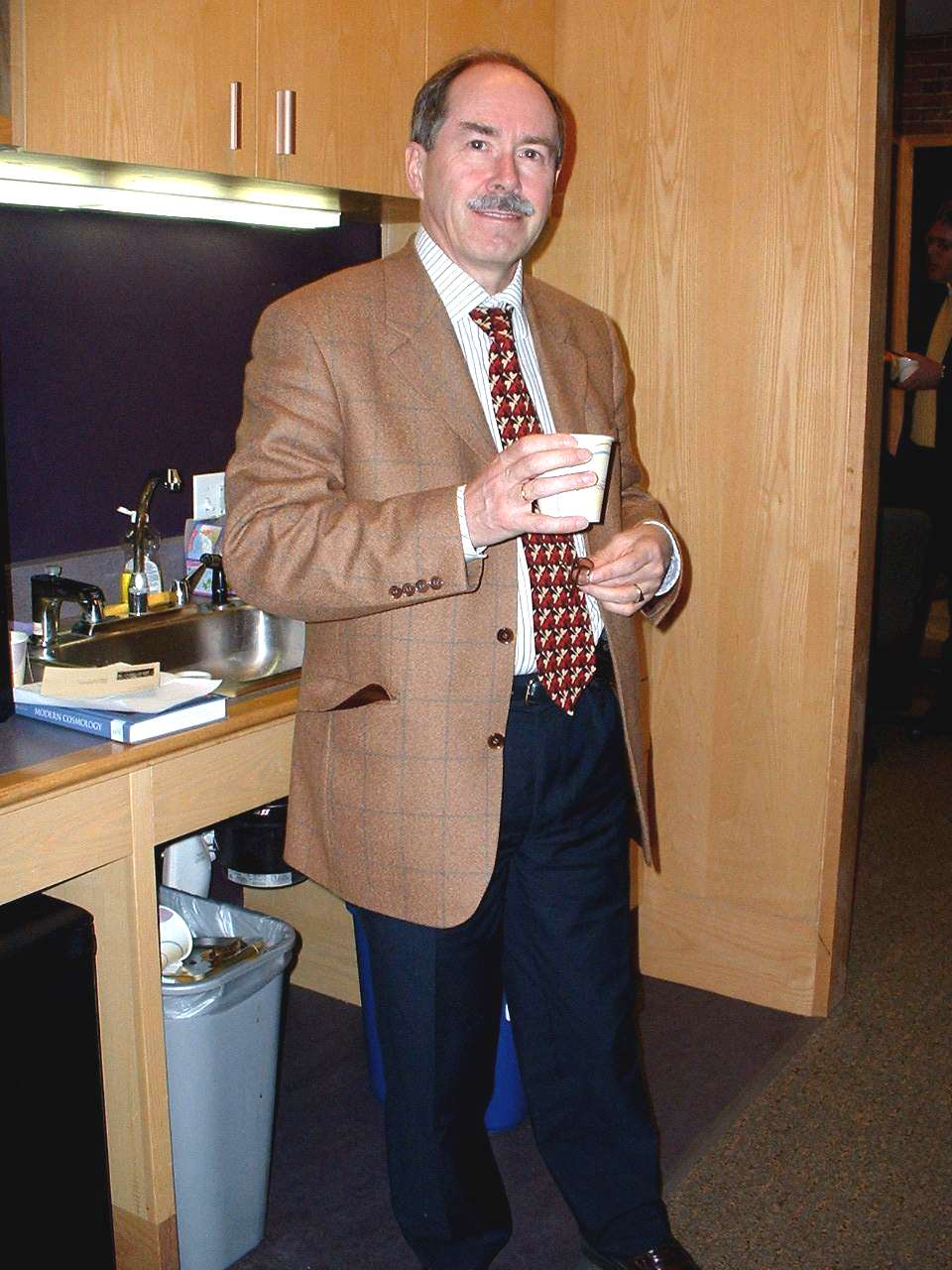
特·胡夫特於哈佛大學。

完成博士學位之後，特·胡夫特到了歐洲核子研究組織擔任研究員。他和韋爾特曼一起試著完善楊-米爾斯理論的重整化計算。這段期間，他開始對強交互作用感到興趣，認為這類的交互作用可以用零質量的楊-米爾斯理論來描述。根據計算的結果，這樣的理論具有漸進自由的性質，符合深度非彈性散射實驗的結果。這與物理學家所認知的楊-米爾斯理論相違背，過去我們所知的如重力和電磁作用其作用的強度隨距離增加而減弱。然而這種人們熟知的性質無法解釋深度非彈性散射的實驗結果。1972年，特·胡夫特在一個小型會議中談論到這個計算成果，一位物理學家库尔特·叙曼齐克便建議他發表這個成果。然而之後特·胡夫特仍未將此計算發表成論文。不久之後，休·波利策、大衛·葛羅斯、弗朗克·韋爾切克等人於1973年也得到了同樣的結果，三人因此貢獻獲得了2004年的諾貝爾物理獎。
1974年特·胡夫特回到烏得勒支大學擔任助理教授。1976年受邀到史丹佛大學作學術訪問，並到哈佛大學擔任講座教授。他的大女兒Saskia Anne在訪問期間於波士頓出生，在回到烏得勒支大學作為教授職務時生下了二女兒Ellen Marga。2011年特·胡夫特被選為烏得勒支大學的傑出教授。

## 榮譽
1981年特·胡夫特獲頒沃爾夫獎。1986年獲得洛侖茲獎章，該獎章每四年頒發一次，表彰在理論物理上的傑出貢獻。1995年成為斯賓諾莎獎最初的幾位獲獎人之一，該獎是荷蘭最崇高的科學獎項。同年又獲得富蘭克林獎章。1999年因「闡明物理學中電弱相互作用的量子結構」與其指導教授馬丁紐斯·韋爾特曼一同獲得諾貝爾物理學獎。
1971年發現的小行星9491（9491 Thooft）以特·胡夫特命名，特·胡夫特為該小行星未來的居民頒布了憲法。

## 研究
特·胡夫特的研究興趣大致分為三個方向：基本粒子物理的規範理論、量子重力和黑洞、量子力學的基礎研究。

### 基本粒子物理的規範理論
物理上特·胡夫特最為人所知的貢獻是有關規範理論的研究。
- 证明了规范理论的可重整化
- 引力协变量子化
- 独立发现了量子色动力学的渐近自由
- 特·胡夫特-泊里雅可夫磁单极解
- 在规范理论中的其他重要工作，包括夸克禁闭、大N展开、QCD弦、瞬子、反常等
- 独立提出了量子引力中的全息原理

## 相关文献
- , World Scientific Publishing Company, 2014  [2014-10-07], ISBN 978-981-4489-80-5, （原始内容存档于2021-12-16）
- , World Scientific Publishing Company, 2008  [2014-10-07], ISBN 978-981-279-307-2, （原始内容存档于2021-04-27）